# 통일세
통일세란 대한민국 적인 방안은 현재 논의중이다.

## 근거
청와대 관계자는 통일세가 평화통일을 이루는 과정에서 중요하고 급한 문제라고 주장한다. 과거 서독은 1990년 통일이전 10년간 연간 100억 달러를 모금했다. 그럼에도 불구하고 통일된 독일은 20년동안 2조 이상의 유로화(한화 약 3000조원)를 추가로 지불하였다. 이와 같이, 통일세는 통일 이후 대한민국과 조선민주주의인민공화국의 경제격차를 줄이기 위한 투자라고 말한다.
통일세의 필요성은 여러 국가의 각 연구소들에서 추측한 한반도의 통일비용과 연관이 있다. 2010년 1월 피터벡 스탠퍼드대학 아시아 태평양센터 연구원은 남북한 통일비용이 적어도 2조 달러(약 2300조원)에 도달할 수 있다고 주장한다. 2010년 3월 미국 랜드연구소 국제경제 전문가 찰스 월프는 통일비용을 1조7000억 달러(약 2006조원)로 예상했다. 그는 북조선지역을 대한민국 수준으로 끌어 올리지 않을 경우에는 620억 달러(약 73조원)가 필요하다고 언급하였다. 한국조세연구원은 2009년 기준으로, 2011년 한반도 통일을 전제로 앞으로 10년간 대한민국 GDP의 12%를 통일비용으로 설정할 경우 127조원이 들 수 있다고 예상하였다.
한편, 2010년 통일연구원에서 출간한 신창민 중앙대 명예교수의 '통일비용 및 통일편익' 책자에 따르면, 2020년에서 35년 사이에 자유통일이 된다면 10년간 통일 비용은 GDP 대비 7% 내외다. 반면 통일로 인한 편익은 11.25%에 달한다는 것이다. 조동호 이화여대 교수도 "계산하지 않아도 통일비용보다 통일편익이 큰 것은 명확하다"며 "통일비용은 일시적이지만, 통일편익은 한반도가 지구에서 존재하는 한 무한하다"고 강조했다.

## 논의 과정
2010년 8월 15일 대한민국의 대통령 이명박은 평화공동체, 경제공동체, 민족공동체 구축 등의 3단계 한반도 통일방안을 제시하였다. 그는 이를 이루기 위해 통일세에 대한 논의가 필요하다고 주장하였다.
이에 따라 2010년 11월 통일부에서 통일기반조성사업의 일환으로 '통일준비 공론화 사업'이 추진되기 시작했다. 통일 이슈에 대한 각계각층의 논의를 활성화하고, 통일 준비에 대한 인식 제고 및 공감대 확산을 위해 사회적 합의기반을 강화한다는 것이다.
그러다가 2011년 1월 1일 여야 국회의원들이 통일세법안을 발의했다.
2011년 1월 20일부터 본격적으로 사업이 시작돼 8월 최종보고회를 가졌다. 통일 비용보다는 통일 편익이 크다는 것이 그간 준비된 포럼 및 세미나에서 도출된 결론이었다.
사업은 각계각층 국민의 여론을 다양하게 수렴하기 위해 5개 분야로 나눠 추진됐으며 이들의 연구기관은 다음과 같다.

### 교육계
서울교대 산학협력단
에서

### 학계
사단법인 평화문화재단

### 경제계
연세대 통일연구소

### 시민사회
세이브엔케이, 평화통일국민포럼, 제주평화연구원

### 종교계
사단법인 평화문화재단

## 반박
대한민국의 정당 중 민주당은 통일세 제안은 청와대와 이명박 대통령의 냉전적 사고를 벗어나지 못한 경우라고 반박한다. 그들은 청와대가 인도주의적인 쌀지원, 6.15 선언, 10.4 선언 이행을 선행해야 할 필요가 있다고 주장한다. 이용섭 민주당 대변인은 "이 정부는 통일과는 반대되는 방향으로 달리고 있다"면서 "우선 남북관계 정상화가 우선"이라고 강조했다. 이런 측면의 입장은 박주선 민주당 최고위원이나 손학규 민주당 대표, 민주노동당, 진보신당이 같이 한다.

## 의혹 및 논란
통일세와 관련해서 각종 인터넷 커뮤니티 사이트의 누리꾼들은 세금부담이 커지는 점에 대해 우려하고 있다. 특히 일부에서는 4대강 사업으로 인한 재정 건전성 악화때문에 통일세를 신설한다는 의혹을 제기하기도 하였다.
한편, 일부는 통일세가 급조되었다는 의혹을 제기한다. 이에 대한 근거로 이명박 대통령이 통일세와 관련해서 구체적인 방안을 전혀 제시하지 않은 점을 들고 있다. 통일세를 포함한 이명박 대통령이 제시한 통일 방안은 단지 대외적으로 '대한민국의 대북 외교는 지장이 없다'는 정치적 메시지를 던지는 측면이 있다고 주장한다. 이는 2010년 11월 대한민국 서울에서 열리는 G20 정상회의의 성공적 개최와 연관이 있다.
한편, 통일세라는 이름의 비용적 측면의 접근에서 벗어날 필요가 있다는 시각도 있다. 김성욱 한국자유연합 대표는 "통일세도 좋지만, 통일해서 얼마나 많은 편익과 이익, 일자리가 창출되는지, 2천만 동포의 해방이라는 도덕적 명분 등으로 국민들을 설득하는 것이 우선"이라고 강조했다. 통일세 급조론과 관련해 임태희 대통령실장은 조선민주주의인민공화국 정권·대한민국 국민들이 이를 어떻게 받아들일지 확실하지 않기에 청와대 차원에서 구체적 계획을 세우지 않았다고 언급하였다.
그는 '통일세 대신 북한 개발 비용, 북한 재건 비용, 한반도 발전 비용 등 좋은 단어가 많다"고 강조했다. 이와 관련해 "우선 필요한 통일비용 규모를 설정하고 이를 위한 국민적 공감대 구축이 선행되어야 한다"고 말했다.

## 같이 보기
- 남북협력기금